# 淡色長沫蟬
淡色長沫蟬（学名：Philaenus pallidus）为尖胸沫蟬科長沫蟬屬下的一个种。